# هيرمان كريبل

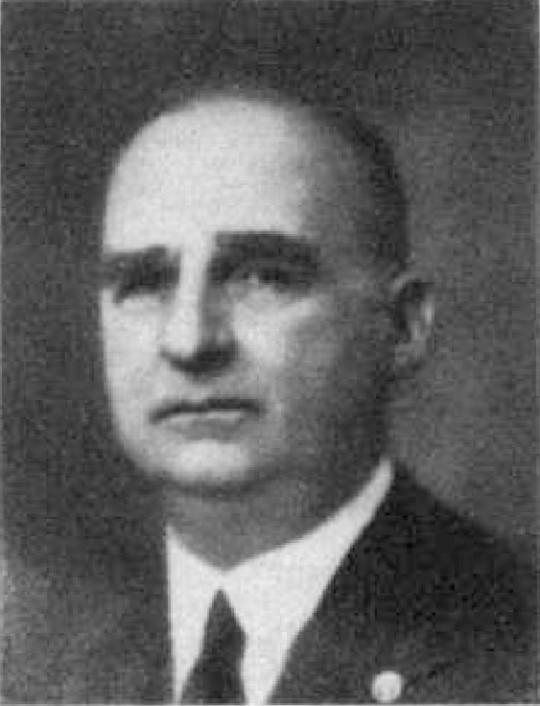
هيرمان كريبل

هيرمان كريبل (20 يناير 1876 في غيرمرسهايم   - 16 فبراير 1941 في ميونيخ ) كان المقدم المتقاعد وضابط الأركان البافاري السابق.

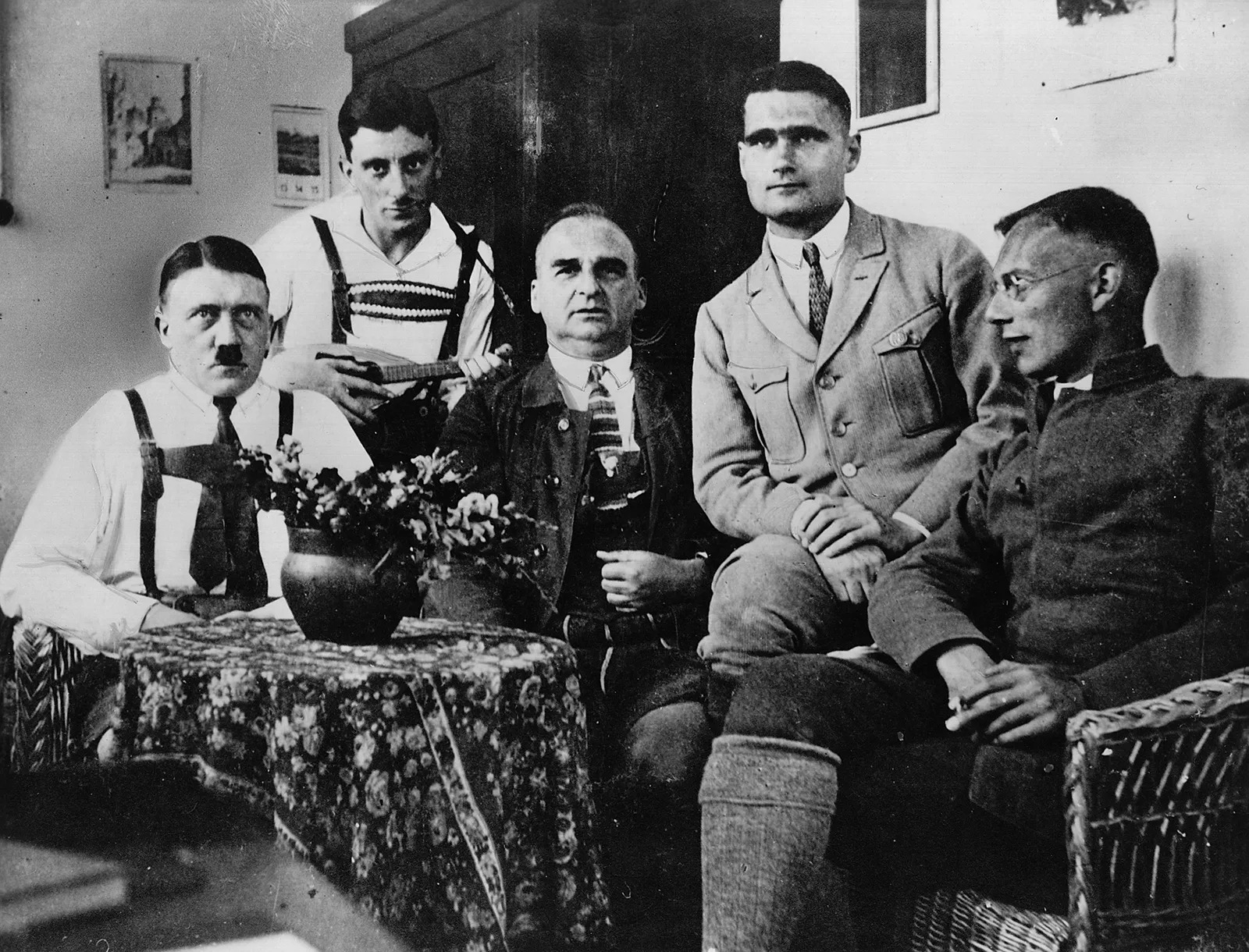
أدولف هتلر، إميل موريس، هيرمان كريبل، رودولف هيس، فريدريش ويبر

حارب مع فرايكوربس خلال الثورة الألمانية 1918-1919؛ وفقًا لتايم، بصفته عضوًا في وفد هدنة ألماني عام 1919، كانت كلمات فراقه «أراك مرة أخرى خلال 20 عامًا». [بحاجة لمصدر] وفي عام 1923 أصبح القائد العسكري لعصبة المعركة، رابطة المجتمعات القومية والقتالية التي ضمت الحزب النازي أدولف هتلر وكتيبة العاصفة؛ رابطة أوبرلاند؛ وإرنست روم. كان كريبل، مع هتلر وإريك لودندورف، الشخصية الرئيسية في الفترة من 8 إلى 9 نوفمبر 1923 بير هول بوتش وأدين مع هتلر في عام 1924، قضى عقوبته في سجن لاندسبرغ.
بعد إطلاق سراحه من السجن، حافظ على علاقاته مع الحزب النازي ودوري أوبرلاند لكنه لم يستفد من صعود هتلر إلى السلطة. أصبح القنصل العام الألماني في شنغهاي.

## روابط خارجية
- Newspaper clippings about Hermann Kriebel in the 20th Century Press Archives of the ZBW